# Autistic Pride Day

Die Autistic Pride Flag in Online-Autismus-Communities. Gold wird von Autismusaktivisten verwendet, da das chemische Symbol für Gold Au ist.

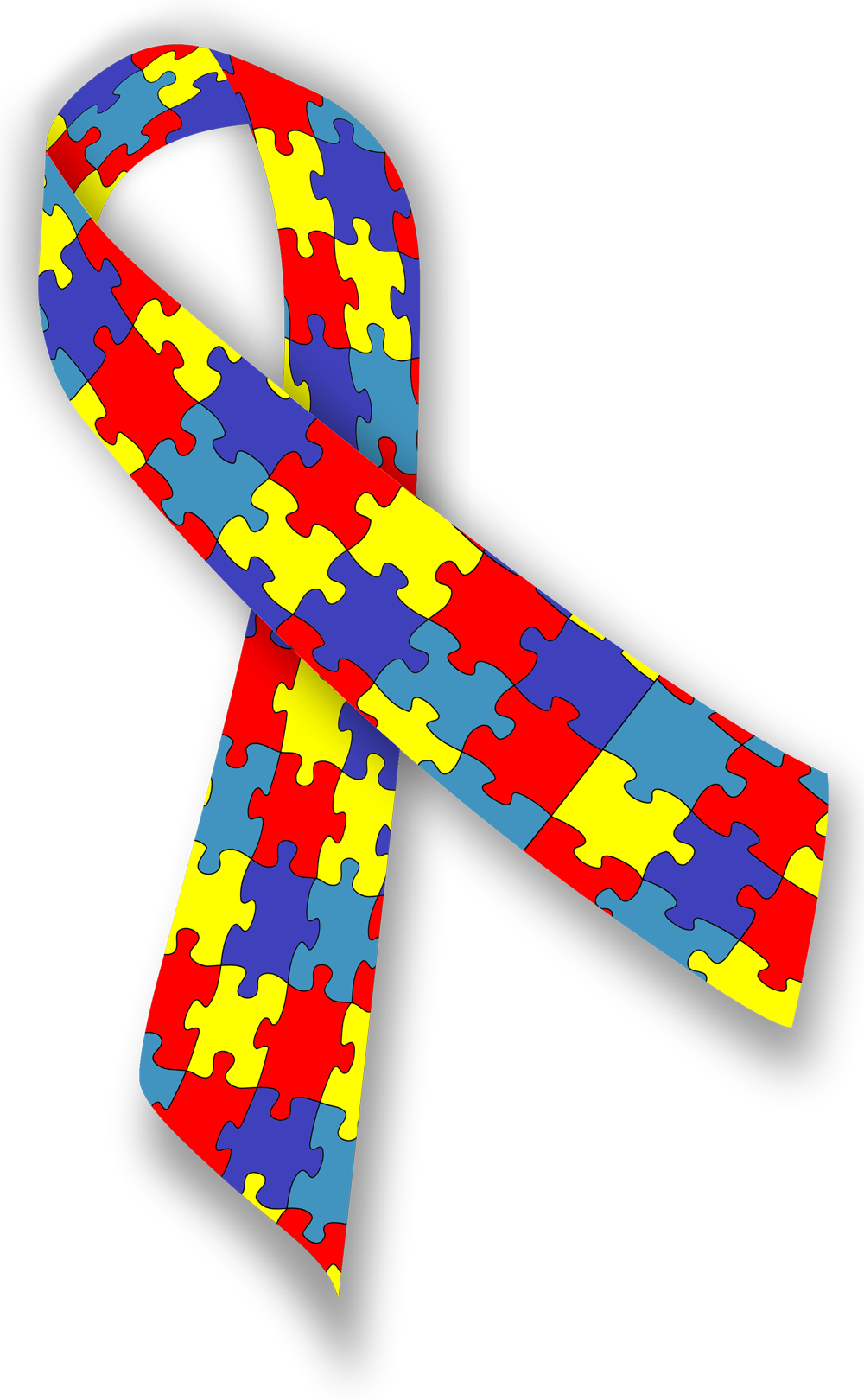
Einige Menschen mit Autismus tragen einen solchen Awareness Ribbon, um ihrem Wunsch nach Akzeptanz durch ihre Mitmenschen symbolisch Ausdruck zu verleihen, wohingegen andere Autisten das Symbol als Beleidigung empfinden.

Der Autistic Pride Day wird seit 2005 jährlich am 18. Juni begangen. Er soll dem Wunsch vieler autistischer Menschen nach gesellschaftlicher Akzeptanz ihrer autistischen Eigenheiten Ausdruck verleihen und wurde von der Gruppe Aspies For Freedom ins Leben gerufen.
Die Befürworter von Autistic Pride kritisieren die Pathologisierung von Autismus. Sie betrachten Autismus als eine „natürliche Variation des menschlichen Genoms“ und stellen sich gegen die Annahme, dass jede Abweichung eine „Heilung“ benötige, um Konformität mit einer imaginären „neurologisch typischen“ Norm zu erreichen. Sie folgen dem Prinzip der Neurodiversität.
Der Aktionstag ist an Gay Pride angelehnt. Die Befürworter von Autistic Pride weisen darauf hin, dass Homosexualität früher einmal als psychische Krankheit gesehen wurde und medizinisch mit libido-reduzierender Hormontherapie zu „heilen“ versucht wurde. Erst durch den politischen Kampf der Lesben- und Schwulenbewegung wurde diese Klassifizierung abgeschafft. Mit dem Autistic Pride Day hoffen Autismus-Aktivisten der Neurodiversitätsbewegung den gleichen Aufklärungsprozess in Gang zu bringen. Der Autistic Pride Day setzt sich ein für die grundlegenden Menschenrechte von Menschen im autistischen Spektrum und einen Platz für ihre individuellen Stimmen und Talente in der Gesellschaft.
Kritik an der Ausrichtung der Bewegung richtet sich gegen die Ablehnung von Behandlungsmöglichkeiten. Autismus umfasse eine große Spanne an Krankheitsbildern, deren Schwere sehr unterschiedlich sei. Die Neurodiversitätsbewegung repräsentiere dabei nur einen Teil der von Autismus betroffenen Personen, vorwiegend Menschen mit hochfunktionalem Autismus und Asperger-Syndrom. Dass Autisten eine stärkere Wertschätzung erfahren sollten, stellt den kleinsten gemeinsamen Nenner der Akteure dar. Eine Behandlung in Erwägung zu ziehen und gleichzeitig an Autistic Pride teilzunehmen, schließe sich nicht aus.